# 무주 백련사지
무주 백련사지(茂朱 白蓮寺址)는 대한민국 전북특별자치도 무주군 설천면에 있는, 신라 신문왕 때 백련선사가 숨어 살던 절터이다. 1979년 12월 27일 전라북도 기념물 제62호로 지정되었다.

## 개요
백련사는 명승지 구천동을 대표하는 절로 신라 신문왕 때 백련선사가 숨어 살던 곳이다. 백련사라는 이름은 신라 문무왕 때 백련선사(白蓮禪師)가 숨어 살던 곳으로 여기에 백련이 솟아 나왔다 하여 백련암이라 하였다는 전설이 전해져오며, 830년(흥덕왕 5)에 무염국사(無染國師)가 백련사를 창건하였다는 구전도 있지만, 이에 관한 기록은 남아 있지 않다.
이 절터에서는 광무 4년(1900)에 이하섭이 고쳐 지으면서 기념비를 세운 흔적을 찾아볼 수 있다. 한국전쟁 때 건물들은 불에 타 없어졌으나, 경종 3년(1723)에 만들어진 것으로 전하는 백련사의 종은 자리를 옮겨 두어 남아 있다. 지금의 건물은 1962년에 새로 지은 것이다.
대웅전은 앞면 5칸·옆면 3칸의 규모이며, 지붕은 옆면에서 볼 때 여덟 팔(八)자 모양과 비슷한 팔작지붕이다. 이외에도 선수당, 원통전, 사천왕문, 일주문 등이 있으며, 백련사 계단을 비롯하여 정관당부도, 매월당부도가 있다.

## 같이 보기
- 백련사

## 참고 자료
- 백련사지 - 국가유산청 국가유산포털